# Fontannes
Die französische Gemeinde Fontannes (okzitanisch gleichlautend) mit 878 Einwohnern (Stand: 1. Januar 2022) liegt im Département Haute-Loire in der Region Auvergne-Rhône-Alpes. Die Gemeinde gehört zum Arrondissement Brioude und zum Kanton Brioude. Die Einwohner werden Fontannois genannt.

## Geographie
Fontannes liegt etwa 45 Kilometer nordwestlich von Le Puy-en-Velay am Allier, der die Gemeinde im Westen begrenzt.

### Nachbargemeinden
Umgeben wird Fontannes von den Nachbargemeinden Lamothe im Norden, Chaniat im Nordosten, Lavaudieu im Osten und Südosten, Vieille-Brioude im Süden sowie Brioude im Westen.

## Bevölkerungsentwicklung
| Jahr                       | 1962 | 1968 | 1975 | 1982 | 1990 | 1999 | 2006 | 2018 |
| Einwohner                  | 425  | 483  | 538  | 665  | 774  | 873  | 1094 | 918  |
| Quellen: Cassini und INSEE |      |      |      |      |      |      |      |      |

## Verkehr
Durch den Südwesten der Gemeinde führt die Route nationale 102.

## Sehenswürdigkeiten
- Kirche Saint-Eutrope
- Brücke über den Allier (Pont de la Bajasse), Monument historique

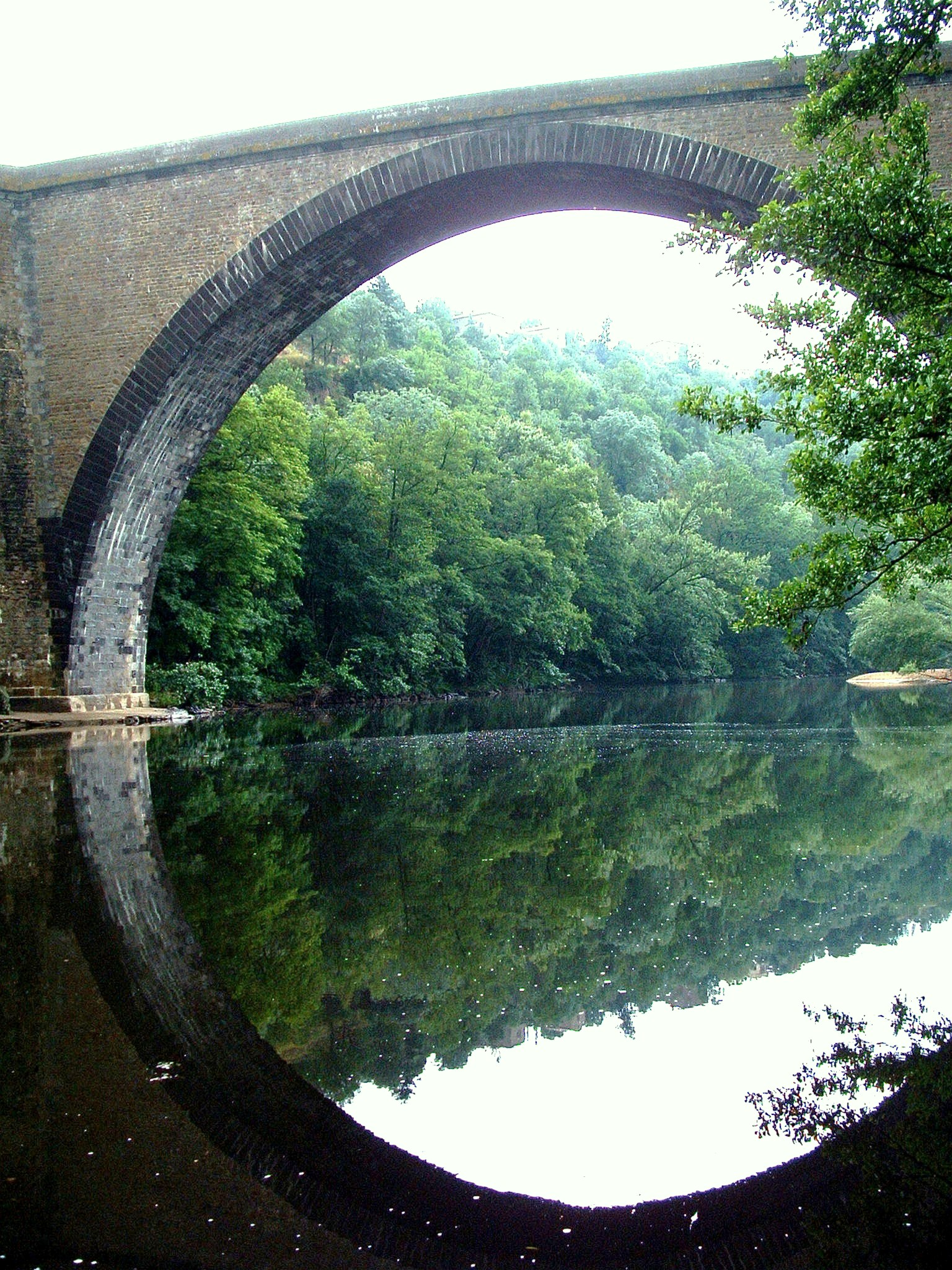
Pont de la Bajasse
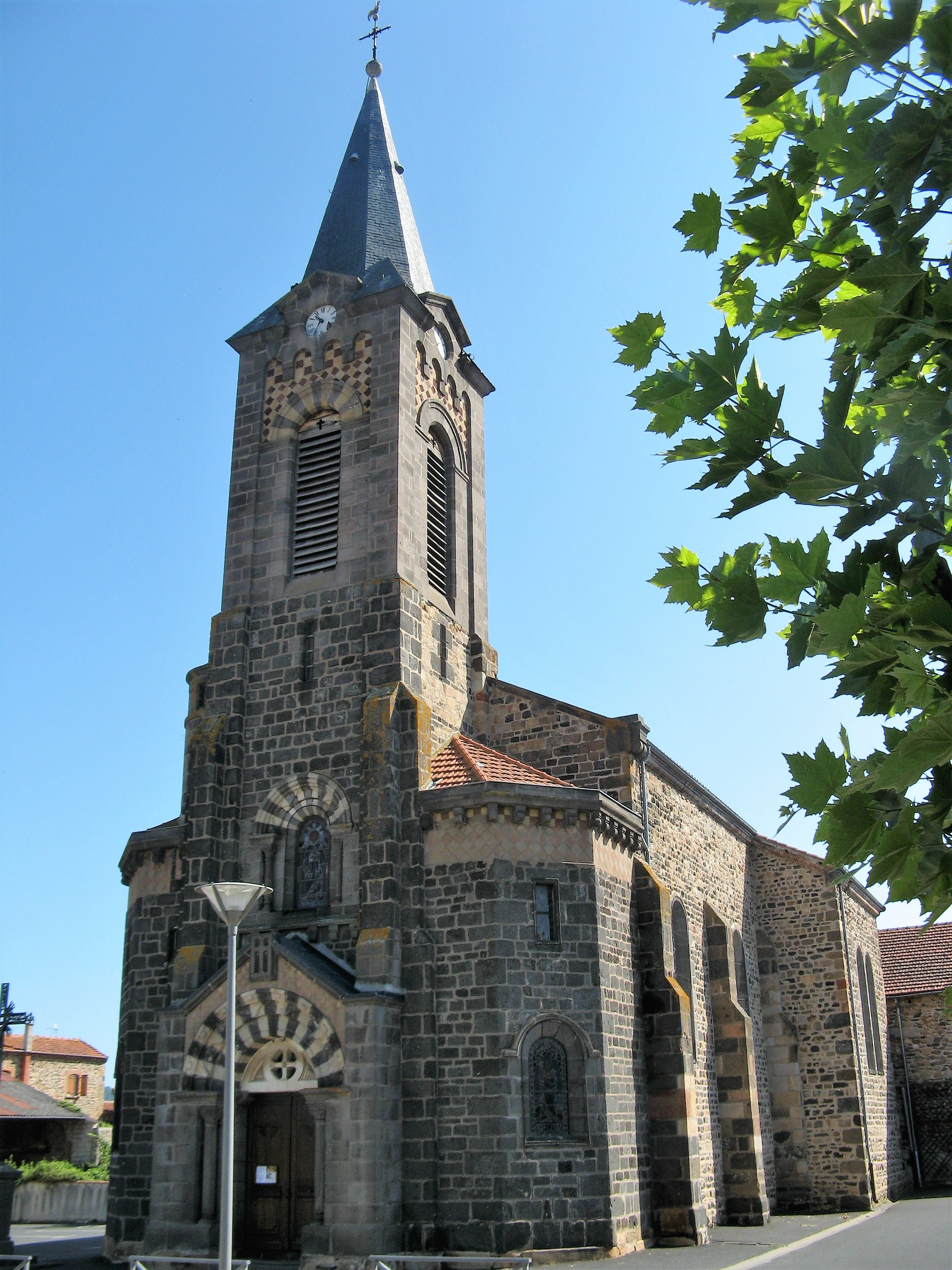
Kirche Saint-Eutrope